# Ворново
Ворново — деревня в Шекснинском районе Вологодской области.
Входит в состав сельского поселения Сиземского, с точки зрения административно-территориального деления — в Сиземский сельсовет.
Расстояние до районного центра Шексны по автодороге — 38,3 км, до центра муниципального образования Чаромского по прямой — 6 км. Ближайшие населённые пункты — Назарово, Шелухино, Топорищево, Плосково.
По данным переписи в 2002 году постоянного населения не было.